# Перерегулирование

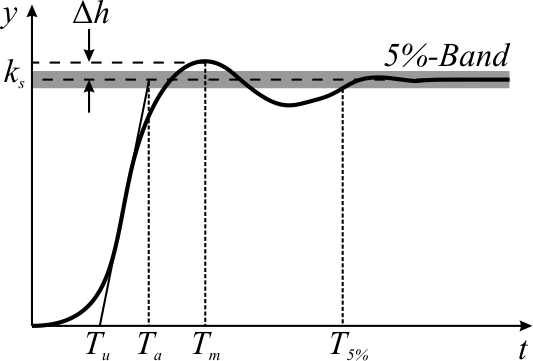
Пример сигнала с перерегулированием. Δh - абсолютная величина перерегулирования.

Перерегулирование — в теории управления, электронике и математике ограниченный по времени выброс сигнала или функции над целевым значением. Чаще всего рассматривается в качестве динамической характеристики динамической системы (например фильтра низких частот) при рассмотрении переходной функции. Перерегулирование зачастую сопровождается затухающими колебаниями.

## Теория управления
В теории управления перерегулирование относится к тому, насколько пиковое значение сигнала превосходит установившееся значение сигнала. Для переходной функции, процент перерегулирования это разность пикового и установившегося значения, делённая на установившееся. Часто рассматривается также процент перерегулирования (PO) как функция логарифмического декремента колебаний ζ:
{\displaystyle PO=100\%\cdot e^{\left({\frac {-\zeta \pi }{\sqrt {1-\zeta ^{2}}}}\right)}}
Логарифмический декремент колебаний можно найти как:
{\displaystyle \zeta ={\sqrt {\frac {(\ln {\frac {PO}{100\%}})^{2}}{\pi ^{2}+(\ln {\frac {PO}{100\%}})^{2}}}}}